# Ni así la distingue
Même ainsi, il ne la distingue pas
L'eau-forte Ni así la distingue (en français Même ainsi, il ne la distingue pas) est une gravure de la série Los caprichos du peintre espagnol Francisco de Goya. Elle porte le numéro sept dans la série des 80 gravures. Elle a été publiée en 1799.

## Interprétations de la gravure
Il existe divers manuscrits contemporains qui expliquent les planches des Caprichos. Celui qui se trouve au Musée du Prado est considéré comme un autographe de Goya, mais semble plutôt chercher à dissimuler et à trouver un sens moralisateur qui masque le sens plus risqué pour l'auteur. Deux autres, celui qui appartient à Ayala et celui qui se trouve à la Bibliothèque nationale, soulignent la signification plus décapante des planches.
- Explication de cette gravure dans le manuscrit du Musée du Prado :
¿ Cómo ha de distinguirla? Para conocer lo que ella es, no basta el anteojo, necesita juicio y práctica del mundo, y esto es precisamente lo que le falta al pobre caballero.
(Comment la distinguer ? pour connaître ce qu'elle est, il ne suffit pas d'un face-à-main, il faut du jugement et la pratique du monde, et c'est précisément ce qui manque à ce pauvre chevalier)[2].

- Manuscrit de Ayala :
Para conocer lo que es, no basta el anteojo, se necesita juicio.
(Pour connaître ce qu'elle est, il ne suffit pas d'un face-à-main, il faut du jugement)[2].

- Manuscrit de la Bibliothèque nationale :
Se ciegan tanto los hombres lujuriosos, que ni con lente distinguen que la señora que obsequian, es una ramera.
(Les hommes luxurieux s'aveuglent tant que même avec des lunettes, ils ne distinguent pas que la dame à qui ils font la cour, est une prostituée)[2].

## Technique de la gravure
Il y a deux dessins préparatoires, conservés au Musée du Prado, le premier à l'encre de Chine, appartient à l'album B et est d'une exécution détaillée. Le couple a derrière lui une jeune femme debout qui sur la gravure apparaît assise. Ce premier dessin est intitulé : « Joven mirando con un anteojo a una maja ». Le premier dessin préparatoire mesure 234 × 148 mm. Dans la marge supérieure droite du support principal, au pinceau, encre de Chine : « 19 ». Dans la marge inférieure gauche du 2e support, au crayon : « 5 y 6 ». Dans la marge inférieure du 2e support, centré : « 1ª idea dela estampa nº. / Ni así la distingue ».
Sur le second dessin réalisé à l'encre de noix de galle, il est écrit au crayon : « Por haberle yo dicho que tenía buen movimiento no puede hablar sin colear » (Pour lui avoir dit qu'il avait un bon mouvement, il ne peut parler sans se trémousser). Apparaissent diverses personnes et un édifice au fond qu'il a supprimé sur la gravure, même si le couple principal est fidèlement reproduit. Sur la gravure est reproduite le haut du dessin qui se concentre entre l'homme et la jeune femme. Le second dessin préparatoire mesure 249 × 188 mm. Dans la marge supérieure, au crayon : « 21 ». Dans l'angle supérieur droit, trois traits de plume. Dans la marge inférieure, au crayon : le titre ; à côté, au crayon : « N III ». Dessous, à gauche, au crayon : « nº 7 ».
Goya a utilisé l'eau-forte, l'aquatinte et la pointe sèche. Cette gravure est une des rares que le peintre a signées, toujours au coin inférieur gauche. L'estampe mesure 197 × 149 mm sur une feuille de papier de 306 × 201 mm.

## Catalogue
- Numéro de catalogue G02094 de l'estampe au Musée du Prado.
- Numéro de catalogue D04339(r) du premier dessin préparatoire au Musée du Prado.
- Numéro de catalogue D04200 du second dessin préparatoire au Musée du Prado.
- Numéro de catalogue 51-1-10-7 au Musée Goya de Castres.